# 마르셀로 델 필라
마르셀로 힐라리오 델 필라(Marcelo Hilario del Pilar, 1850년 8월 30일 - 1896년 7월 4일)는 필리핀의 작가, 편집자이며, 필리핀 혁명을 이끈 필리핀 독립운동가이다.

## 생애
그는 1850년 8월 30일에 불라칸주 쿠팡에서 태어났다. 1882년 그는 최초의 타갈로그어 일간지 《디아리옹 타갈로그》(Diariong Tagalog, 스페인어와 타갈로그어 혼용 신문)를 창간하고 수도회에 의한 지방 정치 지배를 비판하였다.
1888년에는 바르셀로나에서 필리핀 결사 ‘단결’이 결성되었다. 마드리드에서 스페인에 거주하는 필리핀 유학생들을 조직하여 선전 운동을 시작하고, 잡지 《라 솔리다리다드》(La Solidaridad) (스페인어로 ’연대‘를 의미한다)를 창간했다. 그들이 내세운 운동의 방향성은 다음과 같은 것이었다.
- 필리핀은 스페인의 한 지역이다.
- 스페인 정부 의회에 필리핀 대표단의 권리가 인정되어야한다.
- 스페인의 세인트 아우구스치노 수도회, 도미니코회, 프란치스코회가 아닌 필리핀 성직자를 양성한다.
- 언론의 자유가 인정되어야 한다.
- 필리핀인들에게 법률적 평등을 보장받는다.

그러나 자금 부족으로 인해 ‘단결’ 잡지도 1895년 11월 15일 정간되었다. 그리하여 10년 이상 공들인 운동이었음에도 불구하고 선전 운동은 개혁이라는 면에서는 아무런 가시적인 성과를 거둘 수 없었던 것이다. 그러나 스페인 통치자들은 이 같은 폭력에 호소하지 않는 제안조차도 식민지 지배를 위협하는 것이라고 금지시켰다. 1896년에 스페인 바르셀로나에서 처형당했다.
1951년에 발행된 5페소 지폐에 초상이 사용되고 있었다.

## 같이 보기
- 카티푸난
- 필리핀 혁명